# Microregione di Arapiraca
Arapiraca è una microregione dello Stato dell'Alagoas in Brasile, appartenente alla mesoregione di Agreste Alagoano.

## Comuni
Comprende 10 comuni:
- Arapiraca
- Campo Grande
- Coité do Nóia
- Craíbas
- Feira Grande
- Girau do Ponciano
- Lagoa da Canoa
- Limoeiro de Anadia
- São Sebastião
- Taquarana